# Itō Keiichi

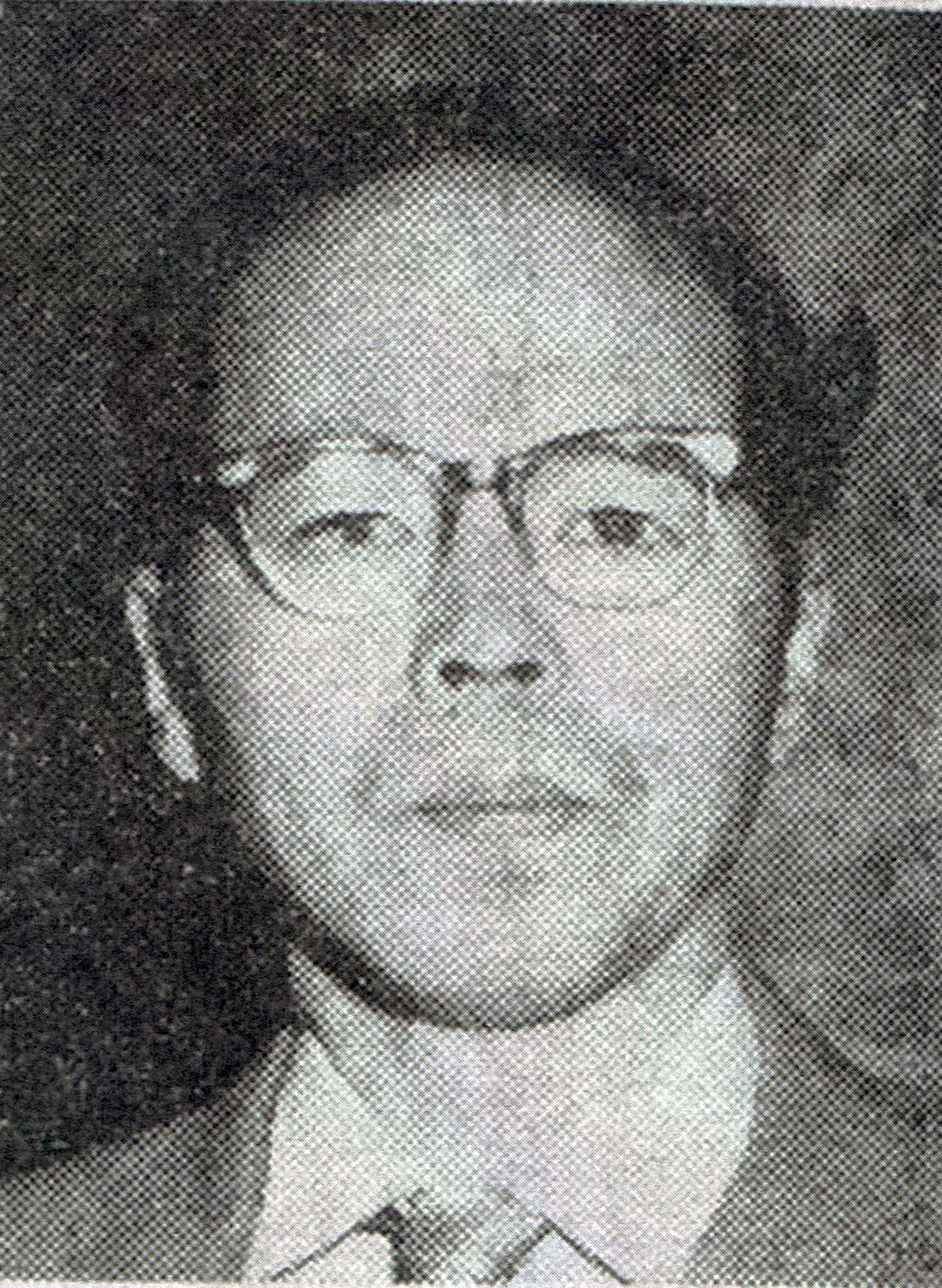
Itō Keiichi (1967)

Itō Keiichi (japanisch 伊藤 桂一; * 23. August 1917 in der Präfektur Mie; † 29. Oktober 2016) war ein japanischer Schriftsteller.

## Leben und Wirken
Itō Keiichi machte seinen Schulabschluss in Tokio. Während des Zweiten Weltkrieges diente er als Soldat der japanischen Armee in China und der Mandschurei. Obwohl die meisten seiner Romane, wie Hotaru no Kawa (螢の河) – „Glühwürmchen am Fluss“, der 1961 mit dem Naoki-Preis ausgezeichnet wurde, und Rakujitsu no senjō (落日の戦場) – „Am Tag der Niederlage auf dem Kriegsschauplatz“ 1965, seine Kriegserlebnisse wiedergeben, haben sie doch eine hohe lyrische Qualität und betonen die Verbundenheit des Menschen mit der Natur. Ein weiteres Werk ist „Kanashiki senki“ (悲しき戦記) – „Traurige Geschichten vom Krieg“, das von 1962 bis 1963 als Fortsetzungsroman erschien.